# Jeff Horn
Jeff Horn (Brisbane, Queensland, Australia, 4 de febrero de 1988) es un boxeador profesional australiano. Ostentó el título wélter de la OMB de 2017 a 2018. Como aficionado, Horn representó a Australia en los Juegos Olímpicos de 2012, alcanzando los cuartos de final del grupo de peso superligero.

## Carrera de boxeo
Horn ganó su primer título australiano en 2009 y repitió la hazaña en 2011. Ganó una medalla de plata en el Gee-Bee Tournament en Helsinki y compitió en el Campeonato Mundial de 2011, donde perdió ante eventual Campeón Everton Lopes en la segunda ronda. En 2012, recogió su tercer título australiano y el primer título de Oceanía para ganar un lugar en los Juegos Olímpicos de Londres.

## Olimpiadas de Londres 2012
Resultados
Peso Welter ligero (64 kilogramos)
Ronda de los 32 (1ª Partida): Jeff Horn, Australia (19) def Gilbert Choombe, Zambia (5)
Ronda de 16 (2ª Partida): Jeff Horn, Australia (17) def Abderrazak Houya, Túnez (11)
Cuartos de final (3ª): Jeff Horn, Australia (13) perdió Denys Berinchyk, Ucrania (21)

## Pacquiao vs. Horn
Horn se inscribió para enfrentarse al campeón welter de la OMB Manny Pacquiao el 23 de abril de 2017 en Brisbane, Australia. El anuncio de la pelea fue recibido con relativa sorpresa y decepción debido a la limitada exposición de Horn en el escenario mundial que llevó a Pacquiao a comentar "No sé quién es Jeff Horn". Un tuit del 12 de febrero por Pacquiao complicó las negociaciones cuando dijo que planeaba luchar en los Emiratos Árabes Unidos. El 26 de febrero, Pacquiao y Amir Khan anunciaron que habían llegado a un acuerdo para luchar, dejando a Horn sin rival. El 7 de marzo, la pelea de Khan fue cancelada, y el 5 de abril, se alcanzó un acuerdo para la pelea de Pacquiao-Horn. Una conferencia de prensa el 10 de abril marcó la confirmación de la pelea, programada para el 2 de julio de 2017 en el Suncorp Stadium en Brisbane.

## Récord profesional
| 20 ganadas (13 KOs), 3 derrotas |        |                            |      |               |                          |                                                 | |
| Res.                            | Récord | Oponente                   | Tipo | Rd., Tiempo   | Datos                    | Localidad                                       | Notas |
| D                               | 20-3-1 | Tim Tszyu                  | TKO  | 8             | 26 de agosto del 2020    | Queensland, Australia                           | |
| G                               | 20–2–1 | Michael Zerafa             | MD   | 10            | 18 de diciembre de 2019  | Convention & Exhibition Centre, Brisbane        | Ganó los títulos WBA Oceania y WBO Oriental del peso mediano. |
| D                               | 19–2–1 | Michael Zerafa             | TKO  | 9 (12)        | 31 de agosto de 2019     | Bendigo Stadium, Bendigo                        | Perdió los títulos WBA Oceania y WBO Oriental del peso mediano. |
| G                               | 19–1–1 | Anthony Mundine            | KO   | 1 (12), 1:36  | 30 de noviembre de 2018  | Suncorp Stadium, Brisbane, Queensland           | Ganó los títulos WBA Oceania vacante y WBO Oriental del peso mediano. |
| D                               | 18–1–1 | Terence Crawford           | TKO  | 10 (12), 0:35 | 9 de junio de 2018       | MGM Grand Garden Arena, Las Vegas, Nevada       | Perdió el título WBO del peso wélter. |
| G                               | 18–0–1 | Gary Corcoran              | TKO  | 11 (12), 1:35 | 13 de diciembre de 2017  | Convention & Exhibition Centre, Brisbane        | Retiene el título WBO del peso wélter. |
| G                               | 17–0–1 | Manny Pacquiao             | UD   | 12            | 2 de julio de 2017       | Lang Park, Queensland                           | Ganó el título WBO del peso wélter. |
| G                               | 16–0–1 | Ali Funeka                 | TKO  | 6 (10), 0:30  | 10 de diciembre de 2016  | Vector Arena, Auckland                          | Retiene el título Intercontinental de la WBO del peso wélter. |
| G                               | 15–0–1 | Rico Mueller               | TKO  | 9 (12), 2:19  | 21 de octubre de 2016    | Sleeman Sports Complex Theatre, Chandler        | Retiene el título IBF Inter-Continental del Peso wélter. |
| G                               | 14–0–1 | Randall Bailey             | RTD  | 7 (12), 3:00  | 27 de abril de 2016      | Convention & Exhibition Centre, Brisbane        | Retiene los títulos IBF Inter-Continental y OMB Oriental; Gana el título vacante WBO Inter-continental Peso wélter. |
| G                               | 13–0–1 | Ahmed El Mousaoui          | UD   | 10            | 5 de diciembre de 2015   | Claudelands Arena, Hamilton                     | Retiene el título IBF Inter-Continental y WBO Oriental Peso wélter. |
| G                               | 12–0–1 | Alfredo Rodolfo Blanco     | UD   | 10            | 15 de octubre de 2015    | Trusts Stadium, Henderson                       | Retiene el título WBA Pan African, IBF Inter-Continental, WBO oriental y PABA títulos de Peso wélter; Ganó el título Welter interino WBA Oceanía.                                                                              |
| G                               | 11–0–1 | Viktor Plotnykov           | TD   | 7 (10), 3:00  | 1 de agosto de 2015      | Stadium Southland, Invercargill                 | Retiene los títulos WBA Pan Africano, OMB Oriental y PABA del peso wélter Ganó el título Intercontinental de la FIB título de peso wélter TD unánime después de que Horn sufriera un corte tras un choque de cabeza accidental |
| G                               | 10–0–1 | Richmond Djarbeng          | TKO  | 3 (12), 2:03  | 13 de junio de 2015      | Arena Manawatu, Palmerston North                | Retiene los títulos WBO Oriental y PABA del peso wélter Ganó el título WBA Pan africano |
| G                               | 9–0–1  | Robson Assis               | KO   | 5 (10)        | 6 de diciembre de 2014   | Claudelands Arena, Hamilton                     | Retiene los títulos WBO Oriental y PABA del peso wélter |
| G                               | 8–0–1  | Fernando Ferreira da Silva | UD   | 12            | 5 de julio de 2014       | Vodafone Events Centre, Manukau                 | Retiene el título welter WBO Oriental; Ganó el título vacante PABA |
| G                               | 7–0–1  | Rivan Cesaire              | UD   | 9 (12), 1:44  | 19 de marzo de 2014      | Jupiters Hotel and Casino, Broadbeach           | Retiene el título welter WBO Oriental; Ganó el título vacante PABA |
| G                               | 6–0–1  | Naoufel Ben Rabah          | UD   | 6             | 6 de diciembre de 2013   | Metro City, Northbridge                         | |
| G                               | 5–0–1  | Aswin Cabuy                | TKO  | 2 (8), 0:31   | 16 de noviembre de 2013  | Royal International Convention Centre, Brisbane | |
| G                               | 4–0–1  | Samuel Colomban            | KO   | 1 (10), 1:18  | 12 de septiembre de 2013 | The Melbourne Pavilion, Flemington              | Ganó título vacante de Australia del peso wélter |
| E                               | 3–0–1  | Rivan Cesaire              | TD   | 3 (8), 0:35   | 8 de agosto de 2013      | RSL Club, Southport                             | Empate técnico después de Cesaire sufriera un corte tras un choque accidental de cabezas |
| G                               | 3–0    | Nuengsiam Kiatsongsang     | TKO  | 1 (4), 2:42   | 9 de mayo de 2013        | Royal International Convention Centre, Brisbane | |
| G                               | 2–0    | Torin Rophia               | KO   | 1 (6), 1:33   | 27 de abril de 2013      | Fortitude Stadium, Newstead                     | |
| G                               | 1–0    | Jody Allen                 | TKO  | 2 (4), 2:22   | 1 de marzo de 2013       | Grand Star Receptions, Altona North             | |